# Jacques Christophe Huguenet
Pour les articles homonymes, voir Huguenet.
Jacques Christophe Huguenet (1681 à Versailles - 29 juin 1729 à Versailles) est violon de la chambre du Roi et compositeur français.

## Biographie
Jacques Huguenet fait partie d'une famille de musiciens de cour. Son grand-père Sébastien Huguenet I était organiste de la Basilique Saint-Jean-Baptiste (Chaumont). 
Jacques Huguenet eut pour premier maître son père, et apprit ensuite le violon sous la direction de Jean-Noël Marchand, violoniste de la chambre du roi. Il entra lui-même au service de la cour comme l'un des violonistes de la bande qu'on appelait "les petits violons". 
Il fut en 1704 dessus de violon à la musique de la chapelle, en 1710 à la chambre, en 1727 à la chapelle de nouveau.
Jacques Huguenet possède un quart de la charge d'ordinaire de la Chambre qu'il à hérité vers 1711 de Jean Noël Marchand.
Il démissionne de sa charge de violoniste et se fait remettre devant notaire la somme de 600 livres par son successeur Le Roux.
En 1713, Jacques Huguenet publie chez P. Ribou à Paris, un recueil de 12 sonates en trio, pour le violon, la basse et le clavecin. Il est alors ordinaire de la Musique de la Chapelle et Chambre du Roi.
L'ensemble de musique baroque sur instruments anciens "Sonate 1704" a inscrit à son répertoire la première sonate en trio de Jacques Huguenet.

## Œuvres
- 12 sonates en trio. - Paris : P. Ribou, 1713[1].
- Double Trio En sonate De Chapelle. Musique manuscrite[2].